# Лукін Володимир Васильович
Лукін Володимир Васильович (нар. 4 жовтня 1960 у місті Барань Вітебської області, Білорусь) — український радіоінженер, доктор технічних наук (2003), професор кафедри приймання, передавання й обробки сигналів Національного аерокосмічного університету ХАІ імені М. Є. Жуковського.

## Біографія
Народився 04 жовтня 1960 року у селі Барань Вітебської області Білорусі. У 1983 році закінчив Харківський авіаційний інститут (зараз — Національний аерокосмічний університет «ХАІ» імені М. Є. Жуковського). У тому ж році почав працювати на кафедрі приймальних та передавальних пристроїв цього вузу.
У 1989 році захистив дисертацію. Йому присвоєно науковий ступінь кандидата технічних наук. У 2003 році захистив докторську дисертацію.
З 2005 року працює на посаді професора кафедри приймання, передавання й обробки сигналів Національного аерокосмічного університету «ХАІ» імені М. Є. Жуковського. У 2007 році присвоєне вчене звання професора.
У 2019 році нагороджений Державною премією України в галузі науки і техніки.

## Наукова робота
До сфери наукових досліджень належить цифрова обробка сигналів і зображень в аерокосмічних та медичних комплексах дистанційного зондування.

### Наукові праці
- Анализ поведения показателей локальной активности для нелинейных адаптивных фильтров // Радиофизика и электроника. 1998. Вып. 3, № 2;
- Анализ и фильтрация радиолокационных изображений при ограниченных априорных данных о свойствах помех // Радиотехника. 2002. Вып. 128;
- Практические аспекты цифровой обработки сигналов. Шахты, 2007 (співавт.);
- Цифровая обработка сигналов и ее техническое приложение в телекоммуникационных системах. Шахты, 2010 (співавт.);
- Методы цифровой обработки сигналов для решения прикладных задач. Москва, 2012 (співавт.)
- Обнаружение текстурных участков SVM-классификатором на изображениях при наличии помех // Радіоелектронні і комп'ютерні системи. 2015. № 2 (співавт.).